# Rannaküla (Elva)
Rannaküla (Duits: Rannakülla) is een plaats in de Estlandse gemeente Elva, provincie Tartumaa. De plaats heeft de status van dorp (Estisch: küla) en telt 70 inwoners (2021).
Tot in oktober 2017 behoorde Rannaküla tot de gemeente Rõngu. In die maand ging Rõngu op in de gemeente Elva.
De naam Rannaküla betekent ‘stranddorp’. De plaats ligt aan de oostoever van het meer Võrtsjärv. Ten zuiden van het dorp stroomt de rivier Rõngu in het meer uit.

## Geschiedenis
Rannaküla werd voor het eerst genoemd in 1494 onder de naam Nouwenstarende als nederzetting op het landgoed van Rannu. De plaats heeft in de loop der tijden heel verschillende namen gehad: Nawstrand (1582), Nauasta Kuella (1627), Nawasto Rande (1638), Rannokolka (1774), Ranno (1796), Rannakülla (1839). In 1775 werd het landgoed van Valguta afgesplitst van dat van Rannu. Rannaküla ging met Valguta mee. Haani (Duits: Hani), een vroeger ‘semi-landgoed’ (Duits: Beigut, Estisch: poolmõis, een landgoed dat deel uitmaakt van een groter landgoed) onder Valguta, ligt op het grondgebied van Rannaküla.
Tussen 1964 en 1968 is bij Rannaküla een polder aangelegd, de Valguta polder.